# WWK竞技场
奥格斯堡竞技场（德語：Augsburg Arena）是位於德國巴伐利亚施瓦本行政区奥格斯堡的體育場，主要用作舉行足球賽事，是德甲球會奥格斯堡足球俱乐部的主場球場。球場曾獲冠名贊助稱為脈衝競技場（impuls arena），現時則稱為西格里竞技场（SGL arena）。球場可容30,660名觀眾，其中19,060個為坐席，而立席可供11,034人觀戰。球場未來進行第二期擴建工程可將容量增加至49,000人，奥格斯堡竞技场取代球會的舊主場「罗森诺体育场」（Rosenaustadion）。
奥格斯堡是2010年世界女子青年足球锦标赛及2011年女子世界杯足球赛的主辦城市之一，2011年女子世界盃在脈衝競技場進行3場分組賽及1場半準決賽，舉行期間球場更名為「2011年國際足協女子世界盃球場－奥格斯堡」（FIFA Women's World Cup Stadium Augsburg）。

## 外部連結
- Stadium website （页面存档备份，存于）
- Announcement of naming rights deal
- More stadium information[永久]
- World Stadiums

48°19′21″N 10°52′56″E / 48.32250°N 10.88222°E